# William Robertson McKenney
William Robertson McKenney, född 2 december 1851 i Petersburg i Virginia, död 3 januari 1916 i Petersburg i Virginia, var en amerikansk demokratisk politiker. Han var ledamot av USA:s representanthus 1895–1896.
McKenney avlade 1876 juristexamen vid University of Virginia och var därefter verksam som advokat i födelsestaden Petersburg. Han tillträdde 1895 som kongressledamot men Robert Taylor Thorp överklagade valresultatet med framgång och efterträdde 1896 McKenney i representanthuset.
McKenney avled 1916 och gravsattes på Blandford Cemetery i Petersburg i Virginia.